# Mircea Lucescu
Pour les articles homonymes, voir Lucescu.
Mircea Lucescu, né le 29 juillet 1945 à Bucarest, est un footballeur international roumain reconverti en entraîneur. Il est le père de l'ancien joueur et entraîneur Răzvan Lucescu.

## Biographie
Le 11 février 2019, la Fédération turque de football (TFF) se sépare de Mircea Lucescu, qui était alors son sélectionneur : en poste depuis août 2017, il est remercié après seulement 17 matches à la tête de la sélection turque à la suite d'une série de contre-performances.
Le 23 juillet 2020, il devient entraîneur du Dynamo Kiev. Le 27 juillet 2020, il est annoncé qu'il quitte prématurément son poste, en raison de l'hostilité des supporters des clubs vis-à-vis d'un ancien entraîneur du club rival du Chakhtar Donetsk, avant que sa nomination ne soit finalement confirmée dès le lendemain. Après une défaite contre le Chakhtar Donetsk en novembre 2023, Lucescu annonce démissionner.

## Polémique
Le 24 août 2023, alors que son équipe du Dynamo Kiev vient de perdre à domicile (2-3) contre le Beşiktaş JK en barrage aller de la Ligue Europa Conférence, Mircea Lucescu est l'auteur de propos racistes et déclare à l'issue de la rencontre que son équipe « n'a pas joué contre le Beşiktaş mais contre l'équipe nationale africaine », faisant référence aux origines des joueurs de l'équipe adverse,.

## Statistiques

### En tant que joueur
| Saison                | Club                  | Championnat           | Championnat | Championnat | Coupe(s) nationale(s) | Coupe(s) nationale(s) | Compétition(s) continentale(s) | Compétition(s) continentale(s) | Compétition(s) continentale(s) | Total | Total |
| Saison                | Club                  | Division              | M.          | B.          | M.                    | B.                    | Comp.                          | M.                             | B.                             | M.    | B.    |
| 1963-1964             | Dinamo Bucarest       | Divizia A             | 2           | 0           | -                     | -                     | -                              | -                              | -                              | 2     | 0     |
| 1964-1965             | Dinamo Bucarest       | Divizia A             | 1           | 0           | -                     | -                     | -                              | -                              | -                              | 1     | 0     |
| 1967-1968             | Dinamo Bucarest       | Divizia A             | 17          | 1           | -                     | -                     | -                              | -                              | -                              | 17    | 1     |
| 1968-1969             | Dinamo Bucarest       | Divizia A             | 28          | 8           | -                     | -                     | C2                             | 1                              | 0                              | 29    | 8     |
| 1969-1970             | Dinamo Bucarest       | Divizia A             | 24          | 4           | -                     | -                     | -                              | -                              | -                              | 24    | 4     |
| 1970-1971             | Dinamo Bucarest       | Divizia A             | 23          | 3           | -                     | -                     | C3                             | 3                              | 0                              | 26    | 3     |
| 1971-1972             | Dinamo Bucarest       | Divizia A             | 26          | 7           | -                     | -                     | C1                             | 3                              | 0                              | 29    | 7     |
| 1972-1973             | Dinamo Bucarest       | Divizia A             | 28          | 12          | -                     | -                     | -                              | -                              | -                              | 28    | 12    |
| 1973-1974             | Dinamo Bucarest       | Divizia A             | 25          | 5           | -                     | -                     | C1                             | 2                              | 1                              | 27    | 6     |
| 1974-1975             | Dinamo Bucarest       | Divizia A             | 31          | 4           | -                     | -                     | C3                             | 3                              | 1                              | 34    | 5     |
| 1975-1976             | Dinamo Bucarest       | Divizia A             | 26          | 6           | -                     | -                     | C1                             | 2                              | 1                              | 28    | 7     |
| 1976-1977             | Dinamo Bucarest       | Divizia A             | 19          | 7           | -                     | -                     | C3                             | 1                              | 0                              | 20    | 7     |
| Sous-total            | Sous-total            | Sous-total            | 250         | 57          | -                     | -                     | -                              | 15                             | 3                              | 265   | 60    |
| 1977-1978             | Corvinul Hunedoara    | Divizia A             | 34          | 7           | -                     | -                     | -                              | -                              | -                              | 34    | 7     |
| 1978-1979             | Corvinul Hunedoara    | Divizia A             | 27          | 5           | -                     | -                     | -                              | -                              | -                              | 27    | 5     |
| 1979-1980             | Corvinul Hunedoara    | Divizia B             | -           | -           | -                     | -                     | -                              | -                              | -                              | 0     | 0     |
| 1980-1981             | Corvinul Hunedoara    | Divizia A             | 27          | 7           | -                     | -                     | -                              | -                              | -                              | 27    | 7     |
| 1981-1982             | Corvinul Hunedoara    | Divizia A             | 23          | 2           | -                     | -                     | -                              | -                              | -                              | 23    | 2     |
| Sous-total            | Sous-total            | Sous-total            | 111         | 21          | -                     | -                     | -                              | -                              | -                              | 111   | 21    |
| 1989-1990             | Dinamo Bucarest       | Divizia A             | 1           | 0           | -                     | -                     | -                              | -                              | -                              | 1     | 0     |
| Sous-total            | Sous-total            | Sous-total            | 1           | 0           | -                     | -                     | -                              | -                              | -                              | 1     | 0     |
| Total sur la carrière | Total sur la carrière | Total sur la carrière | 362         | 78          | -                     | -                     | -                              | 15                             | 3                              | 377   | 81    |

### En tant qu'entraîneur
| Roumanie                 | 1er novembre 1981 | 30 avril 1986    | 31    | 13  | 9   | 9   | 41,9 |
| Dinamo Bucarest          | 1er juillet 1985  | 30 juin 1990     | 217   | 156 | 30  | 31  | 71,9 |
| Pise SC                  | 1er juillet 1990  | 30 avril 1991    | 26    | 5   | 5   | 16  | 19,2 |
| Brescia Calcio           | 1er juillet 1991  | 19 février 1996  | 102   | 27  | 42  | 33  | 26,4 |
| AC Reggiana              | 1er juillet 1996  | 25 novembre 1996 | 11    | 0   | 4   | 7   | 0,0  |
| Rapid Bucarest           | 1er juillet 1997  | 30 juin 1998     | 43    | 31  | 7   | 5   | 72,1 |
| Inter Milan              | 1er décembre 1998 | 21 mars 1999     | 18    | 6   | 5   | 7   | 33,3 |
| Rapid Bucarest           | 1er avril 1999    | 30 juin 2000     | 46    | 29  | 8   | 9   | 63,0 |
| Galatasaray              | 1er juillet 2000  | 30 juin 2002     | 105   | 63  | 21  | 21  | 60,0 |
| Beşiktaş                 | 1er juillet 2002  | 1er mai 2004     | 88    | 51  | 18  | 19  | 58,0 |
| Chakhtar Donetsk         | 16 mai 2004       | 21 mai 2016      | 573   | 395 | 90  | 88  | 68,9 |
| Zénith Saint-Pétersbourg | 24 mai 2016       | 28 mai 2017      | 41    | 26  | 8   | 7   | 63,4 |
| Turquie                  | 2 août 2017       | 11 février 2019  | 17    | 4   | 6   | 7   | 23,5 |
| Dynamo Kiev              | 23 juillet 2020   | 3 novembre 2023  | 118   | 65  | 19  | 34  | 55,1 |
| Total                    | Total             | Total            | 1 436 | 871 | 272 | 293 | 60,7 |

## Palmarès

### Joueur
- 65 sélections et 9 buts avec l'équipe de Roumanie entre 1966 et 1979
- Champion de Roumanie en 1964, 1965, 1971, 1973, 1975 et 1977 avec le Dinamo Bucarest
- Champion de Roumanie de deuxième division en 1980 avec le Corvinul Hunedoara
- Vainqueur de la Coupe de Roumanie en 1968 avec le Dinamo Bucarest

### Entraîneur

#### Avec le Dinamo Bucarest
- Champion de Roumanie en 1990
- Vainqueur de la Coupe de Roumanie en 1986 et 1990

#### Avec le Brescia Calcio
- Champion d'Italie de Serie B en 1992
- Vainqueur de la Coupe anglo-italienne en 1994

#### Avec le Rapid Bucarest
- Champion de Roumanie en 1999
- Vainqueur de la Supercoupe de Roumanie en 1999
- Vainqueur de la Coupe de Roumanie en 1998

#### Avec Galatasaray
- Vainqueur de la Supercoupe de l'UEFA en 2000
- Champion de Turquie en 2002

#### Avec Beşiktaş
- Champion de Turquie en 2003

#### Avec le Chakhtar Donetsk
- Vainqueur de la Coupe de l'UEFA en 2009
- Finaliste de la Supercoupe de l'UEFA en 2009
- Champion d'Ukraine en 2005, 2006, 2008, 2010, 2011, 2012, 2013 et 2014
- Vainqueur de la Coupe d'Ukraine en 2004, 2008, 2011, 2012, 2013 et 2016
- Vainqueur de la Supercoupe d'Ukraine en 2005, 2008, 2010, 2012, 2013, 2014 et 2015

#### Avec le Zénith Saint-Pétersbourg
- Vainqueur de la Supercoupe de Russie en 2016

#### Avec le Dynamo Kiev
- Vainqueur de la Supercoupe d'Ukraine en 2020
- Champion d'Ukraine en 2021.
- Vainqueur de la Coupe d'Ukraine en 2021.